# Statuia lui Ion I. C. Brătianu din București
Statuia lui Ion I. C. Brătianu este opera sculptorului croat Ivan Meštrović (1883-1962). Monumentul a fost realizat dintr-un monolit de granit gri-închis de Jablanica și este așezat pe un soclu de beton armat placat cu marmură neagră. Statuia a fost ridicată la inițiativa soției marelui om politic român, Eliza, fiind dezvelită la 24 noiembrie 1938, într-un cadru festiv. La început, monumentul a fost amplasat în curtea casei familiei, însă în anul 1947 a fost dat jos de către autoritățile comuniste, fiind aruncat la Mogoșoaia, printre pietre. Monumentul este avariat, urmele fiind vizibile și astăzi, câteva degete de la mâna stângă și o parte din reverul hainei fiind sparte. În 1991, din inițiativa doamnei Ioana Brătianu, a fost adusă de la Conacul Goleștilor, unde fusese depozitată între timp, și reamplasată pe locul ei de odinioară.
Ion I. C. Brătianu (20 august 1864, Florica, azi Ștefănești, Argeș – 24 noiembrie 1927, București) a fost prim-ministru al României (1909-1911, 1914-1919, 1922-1927), președinte al Partidului Național Liberal, membru de onoare al Academiei Române din 1923.
În calitate de prim-ministru, Brătianu a întreprins numeroase reforme: exproprierea marii proprietăți și introducerea votului universal (1917), legea pentru organizarea armatei (1924), legea pentru organizarea și exproprierea căilor ferate, legea privind repaosul duminical și sărbătorile legale, legea pentru învățământul primar obligatoriu și gratuit (1924), legea organizării judecătorești (1925), legea pentru înființarea Patriarhiei României și organizarea Bisericii Ortodoxe Române (1925), legea privind unificarea administrativă a României.
În calitate de diplomat, Brătianu s-a afirmat în anii de război (1914-1916), când Antanta și Puterile Centrale, au încercat să atragă România de partea lor. Grație lui Brătianu, curentul filoantantist a fost cel care s-a impus (1916). În 1918, după încetarea războiului, Brătianu a fost conducătorul delegației române la Conferința de Pace de la Versailles. Același Brătianu a avut o contribuție majoră și la încheierea Actului de Unire a Transilvaniei cu România de la 1 decembrie 1918.
Lucrarea este înscrisă în Lista monumentelor istorice 2010 - Municipiul București - la nr. crt. 2293, cod LMI B-III-m-A-13870.
Monumentul este situat în sectorul 1, în Parcul Ion I. C. Brătianu de pe Bulevardul Dacia nr. 33.